# ウィリアム・プラーガー
ウィリアム・プラーガー(William Prager、1903年5月23日 - 1980年3月17日)は、ドイツ出身のアメリカ合衆国の応用数学者である。力学の分野で、ドラッカー・プラーガーの降伏条件で知られる。1940年以前は、Willy Pragerと言った。

## 来歴
カールスルーエで生まれ、ダルムシュタット工科大学で土木工学を学び、1925年に学位を得た。1926年に博士号を得て、1925年から1929年まで、力学分野の助手として働いた。1927年から1929年まで、教授資格取得の課程を行い、ゲオルク・アウグスト大学ゲッティンゲン、イスタンブール大学、カリフォルニア大学サンディエゴ校、ブラウン大学等で教授を務め、ブラウン大学ではバーナード・ブディアンスキーを指導した。チューリッヒのIBMリサーチラボでサバティカルも経験した。
Society of Engineering Scienceは、彼の名誉を称えて、1983年に固体力学分野の研究者に贈られるウィリアム・プラーガーメダルを創設した。1957年には、グッゲンハイム・フェローとなった。
1980年にチューリッヒで死去した。

## 主な論文
- Beitrag zur Kinematik des Raumfachwerks, 1926, dissertation
- "Dynamik der Stabwerke" (with K. Hohenemser), 1933
- "Mechanique des solides isotropes", 1937
- Prager, William; Hodge, Philip G, Jr. (1951). Theory of Perfectly Plastic Solids. John Wiley & Sons. LCCN 51--1269
- Prager, William (1961).  Introduction to Mechanics of Continua.  Ginn and Company.